# Hapalodectidae
A Hapalodectidae az emlősök (Mammalia) osztályába és a fosszilis Mesonychia rendjébe tartozó család.

## Rendszerezése
A családba az alábbi nemek tartoznak:
- Hapalodectes típusnem
- Hapalorestes
- Metahapalodectes
- Lohoodon
- Honanodon

## Tudnivalók
A Hapalodectidae (magyarul: „lágy harapásúak”) a Mesonychia rend kistestű (1-8 kilogramm) családja. Az állatok a paleocén és eocén korok idején éltek, Ázsia és Észak-Amerika területén. A Hapalodectidae-fajok abban különböznek a többi Mesonychiától, hogy fogaik hús vágásra alkalmazkodtak, míg a másik családok tagjai inkább a csontok összezúzására voltak alkalmasak. Ilyen zúzófogúak a Mesonyx és a Sinonyx voltak. E családot korábban a Mesonychidae család alcsaládjának tekintették, míg fel nem fedezték a Hapalodectes hetangensist, amely több bizonyítékot adott arra, hogy ez egy különálló család lehet. A H. hetangensis szemürege mögött orrtükörszerű csont ült, ami hiányzott a másik két család fajainál. A Hapalodectidae-fajok csontváza alig ismert, csak a felkarcsontjuk van leírva. A felkarcsontok alakja arra utal, hogy az állatok nem voltak valamely niche betöltésére alkalmazkodva, mint a többi Mesonychia.